# Michael C. Williams
Michael C. Williams (ur. 25 lipca 1973 na Bronksie w Nowym Jorku) – amerykański aktor filmowy i telewizyjny, znany ze swojej roli w horrorze Blair Witch Project, za którą w roku 2000 otrzymał nominację do Blockbuster Entertainment Award. Był prezenterem gali MTV Video Music Awards w 1999 roku. Znany również jako Mike Williams, Mike C. Williams lub Michael Williams.
Uczęszczał do Westlake High School w Thornwood w stanie Nowy Jork. Jest absolwentem State University of New York w New Paltz. Był też członkiem bractwa studenckiego Kappa Sigma, do którego należeli również Robert Redford i Cory Poccia.

## Filmografia
- Blair Witch Project (1999) jako Michael „Mike” Williams
- Prawo i porządek (2000, Law & Order) jako Jimmy Beltran (gościnnie)
- Sally (2000) jako Lap
- Księga cieni: Blair Witch 2 (2000, Book of Shadows: Blair Witch 2) jako Michael „Mike” Williams (zdjęcia archiwalne)
- Twelve City Blocks (2002) jako Gizmo
- Long Story Short (2002) jako Tommy
- Bez śladu (2003, Without a Trace) jako Brad (gościnnie)
- Montclair (2007) jako Joel
- The Objective (2008) jako sierżant Trinoski
- HellBilly 58 (2009) jako deputowany Fred Cravens